# ITA Transportes Aéreos
ITA Transportes Aéreos Ltda, nota anche come ITA o Itapemirim, è stata una compagnia aerea brasiliana. È stata fondata nel 2020 e appartiene al gruppo Itapemirim.

## Storia

### Origini
È la seconda volta che Itapemirin Group opera nel settore dell'aviazione. La prima volta è stata con Itapemirim Transportes Aéreos, che ha operato tra il 1991 e il 2000. Aveva una divisione cargo, denominata Itapemirim Cargo, che possedeva 6 Boeing 727. Volava da Viracopos a Manaus e operava anche sulla rotta Campinas-Galeão-Recife-Fortaleza. L'altra divisione era Itapemirim Regional, che operava voli tra San Paolo e Rio de Janeiro con due Cessna Caravan, tra il 1997 e il 1998.
Ha operato fino al 2000, quando, senza alcun aeromobile, il suo Certificato di Operatore Aereo (COA) è stato revocato dal defunto DAC - Dipartimento dell'Aviazione Civile.

### Tentativo di acquisto Passaredo
Il 3 luglio 2017, Itapemirim Group ha annunciato l'acquisto di Passaredo Linhas Aéreas, ora chiamata Voepass Linhas Aéreas. Per due mesi la gestione della compagnia aerea è stata condivisa tra gli ex proprietari e il Gruppo Itapemirim. C'era anche una condivisione delle rotte della compagnia aerea con le linee di autobus di Viação Itapemirim. Contando le linee di autobus e le 20 città in cui operava Passaredo, l'integrazione tra la rete aerea e quella stradale ha raggiunto fino a 2.500 città brasiliane.
L'acquisto è stato poi dichiarato nullo da Passaredo poiché secondo loro, il Gruppo Itapemirim non ha rispettato l'accordo stabilito.

### Acquisto di ASTA e nascita di ITA
Il 14 settembre 2020, Itapemirim Group ha acquistato South America Air Taxi, una consociata di ASTA Linhas Aéreas.
ASTA ha confermato che Itapemirim ha acquistato la società consociata, ma senza i suoi 3 Cessna Caravan, che sono stati lasciati ad ASTA. Successivamente, Itapemirim Group ha confermato l'acquisto e il cambio di ragione sociale in ITA Transportes Aéreos.
L'acquisizione di questa società è servita a facilitare e snellire i processi di certificazione di ITA, utilizzando il certificato di una società di aerotaxi esistente.

### Processo di certificazione dell'operatore aereo
Nel mese di aprile 2021, il primo A320 di ITA ha effettuato una serie di voli di prova per ottenere la certificazione di compagnia aerea, lasciando l'aeroporto di Guarulhos e dirigendosi verso Belo Horizonte (Confins), Salvador, Porto Alegre e Rio de Janeiro (Galeão).
Il 28 aprile 2021 la compagnia è stata approvata nell'ultima fase delle valutazioni ANAC e il 30 aprile 2021 è stato rilasciato il Certificato di Operatore Aereo.
Il 20 maggio 2021 l'ANAC ha rilasciato la concessione per l'esercizio dei servizi di trasporto aereo pubblico regolare e non regolare in Brasile.

### Primo volo di linea e cambio amministratore delegato
La vendita dei biglietti è iniziata il 21 maggio 2021 mentre i voli commerciali sono iniziati il 30 giugno 2021.
Il 31 maggio 2021, Itapemirim Group ha annunciato che l'ex amministratore delegato di ITA, Tiago Senna, che era in carica dalla creazione della società, è stato promosso a vice presidente all'interno della società madre. È sostituito da Adalberto Bogsan, ex amministratore delegato di ASTA Linhas Aéreas.

### Sospensione delle operazioni
Il 17 dicembre 2021, ITA Transportes Aéreos ha annunciato che avrebbe temporaneamente cessato le operazioni per una ristrutturazione interna. Alcune ore dopo l'annuncio, l'Agenzia nazionale per l'aviazione civile del Brasile ha sospeso il suo certificato di operatore aereo.

## Flotta
A dicembre 2021 la flotta ITA Transportes Aéreos risulta composta dai seguenti aerei: